# Eurosis
Eurosis es el tercer álbum del grupo español Ska-P. El título hace referencia a una supuesta enfermedad por los euros, recién implantados como moneda europea, y por el dinero en general, en una nueva protesta del grupo frente al consumismo. Curiosamente, la portada es una baraja en la que el as es semejante a un euro. En la contraportada aparece un gato con un gorro, que quizás podría ser el Gato López que aparece en todos sus discos.
Al igual que en el anterior disco, El vals del obrero, existen varias canciones que denuncian la especial idiosincrasia española, como son «Circo ibérico», «España va bien» (famosa frase acuñada por José María Aznar) o «Kacikes».
Reaparecen temas muy tratados por el grupo, como son la religión católica o la relación entre la policía y las drogas (en «Al turrón» hablan de una pareja de policías que les incautan hachís pero no les detienen). Otros temas por primera vez tratados en este álbum son los privilegios de la monarquía, el uso de pieles o la situación en América Latina, con la que siempre se han mostrado muy solidarios.
Cabe destacar dos canciones que se salen de la línea habitual del grupo: «Poder pa'l pueblo», primera canción instrumental de Ska-P, y «Seguimos en pie», un reggae donde, más que reivindicar, proponen la utopía como un ideal planteado por el Poder para mantener a raya al pueblo.
Cabe destacar también que la canción «Juan sin tierra» es una versión de la canción del mismo nombre del cantautor chileno Víctor Jara.

## Lista de canciones
| Pista | Nombre                   | Duración |
| ----- | ------------------------ | -------- |
| 1     | Circo ibérico            | 03:44    |
| 2     | Villancico               | 04:14    |
| 3     | España va bien           | 04:53    |
| 4     | Paramilitar              | 04:01    |
| 5     | Simpático holgazán       | 04:05    |
| 6     | Kémalo                   | 03:06    |
| 7     | Poder pa'l pueblo        | 03:20    |
| 8     | Juan sin tierra          | 02:57    |
| 9     | Kacikes                  | 03:18    |
| 10    | América Latina ¡¡libre!! | 05:08    |
| 11    | Al turrón                | 03:50    |
| 12    | Seguimos en pie          | 05:52    |

## Personal
- Roberto Gañán Ojea (Pulpul): Vocalista y Guitarra Rítmica
- Ricardo Delgado (Pipi): Coros
- José Miguel Redín (Joxemi): Guitarra líder y coros
- Julio César Sánchez (Julio): Bajo y coros
- Alberto Javier Amado (Kogote): Teclado
- Pako: Batería